# Magisch denken
Magisch denken is de overtuiging dat ideeën, gedachten, acties en woorden, of het gebruik van symbolen de loop van de gebeurtenissen in de materiële wereld kunnen beïnvloeden. In psychologische zin is dit het dwangmatige idee dat gedachten, woorden of handelingen een bepaalde gebeurtenis kunnen oproepen of verhinderen, waarbij aan algemeen geldende regels voor oorzaak en gevolg voorbijgegaan wordt. Hieruit kan een dwangstoornis ontstaan.

## Kenmerken
Magisch denken gaat ervan uit dat dingen elkaar vanop een afstand kunnen beïnvloeden doordat er een zekere gelijkaardigheid is tussen hen (homeopathische of mimetische magie), of omdat ze ooit met elkaar in contact zijn geweest (contactmagie), of omdat ze deel uitmaken van elkaar. Anders gezegd, symbool en referent zijn volgens dit denken onnaspeurbaar met elkaar verbonden. 
Magisch denken wordt gedeeltelijk ontologisch en etnologisch als een denkvorm gezien van de zogenaamde oervolken, naast dualistisch denken (boven/onder/goed/kwaad) en loopt ontwikkelingspsychologisch vooruit op religieus en logisch denken. Vooral 19e-eeuwse antropologen maakten dit onderscheid tussen magisch denken, religie en wetenschappelijk denken. Zo zette bijvoorbeeld James Frazer in The Golden Bough (1890-1922) uiteen dat magie tot het vroegste stadium van de geestelijke ontwikkeling behoort, religie tot het tweede, en positivistische wetenschap tot het laatste. Dit ontwikkelingsdenken zou 20e-eeuwse psychologen als Sigmund Freud en Jean Piaget beïnvloeden in hun theorieën.
Voorbeelden van magisch denken buiten de psychologie en psychiatrie, bevinden zich in het bijgeloof, maar ook in bepaalde rituele handelingen of religieuze offers. In deze twee laatste categorieën is de term verzoeking van de goden gangbaar. 

## Pathologie
Magisch denken is het geloof dat (a) de overdracht van energie of informatie tussen fysieke systemen uitsluitend plaatsvindt vanwege hun gelijkenis of contiguïteit in tijd en ruimte, of (b) dat iemands gedachten, woorden of acties specifieke fysieke effecten kunnen veroorzaken op een manier die niet beheerst wordt door de principes van gewone transmissie van energie of informatie— Leonard Zusne, Warren H. Jones: Anomalistic Psychology: A Study of Magical Thinking
Magisch denken kan een normale doorgangsfase in de kinderjaren zijn. Op volwassen leeftijd kan het een symptoom van een psychose of schizotypische persoonlijkheid zijn. Het komt voorts ook voor bij neurosen. Effectieve toepassing vanuit de cognitieve therapie (CT) worden gedaan op het gebied van verslavingen, eetstoornissen, fobieën, angststoornissen en paniekstoornissen. 
Patiënten die behept zijn met magisch denken, zijn vooral bang dat er iets ergs kan gebeuren, wanneer zij bepaalde handelingen al dan niet voornemen of bepaalde dingen wel of niet denken. Er is een verschil met dwangmatig denken dat ervaren wordt als opgedrongen, terwijl de patiënt met magisch denken nu juist tegen dwang wil vechten. Dwangmatigheid is vaker een psychiatrische aandoening dan magisch denken dit is.
Het gevaar bij ziekelijk magisch denken ligt in de manipuleerbaarheid en de irrationaliteit, wat de behoefte aan bescherming tegen patiënten met magisch denken verklaart.

### Therapie
Veel onderzoek naar magisch denken is ontwikkeld door de psychiater Aaron T. Beck die in de jaren 1960 een lijst met denkfouten ontwikkelde, waaronder de beschrijving van magisch denken. Hierbij legde hij in eerste instantie de focus op depressie, waarbij hij stelde dat denkfouten depressie veroorzaakten of in stand hielden. De cognitieve therapie (CT) tracht vervormde en onrealistische denkwijzen te identificeren en te veranderen en derhalve emotie en gedrag te beïnvloeden.
De theorie van positief denken, ontwikkeld door Norman Vincent Peale, maakt gebruik van het magisch denkvermogen van de mens. Peale's grondslagen vinden vooral ingang bij cognitiewetenschappers, met name het neurolinguïstisch programmeren (NLP) en managementgoeroes. In de jaren 1980 ontstond er enige commotie rond Leading Success People (LSP). In een uitzending van De Ombudsman van de VARA werd gesteld dat een man door het volgen van de cursus was overleden. In Nederland zette de Vereniging Leading Success People een kort geding in tegen de VARA. De VARA verloor dat kortgeding omdat het onvoldoende argumenten tegen LSP voorgesteld had bij het formuleren van de beschuldiging. De Hoge Raad bevestigde in 1984 deze uitspraak.

### Wensdenken
Wensdenken of wishful thinking is een intellectuele handeling, waardoor de appreciatie van de realiteit door die van een gewenst resultaat wordt verdrongen.
Wensdenken kan optreden in de wetenschap wanneer resultaten van experimenten foutief geduid of te sterk veralgemeend worden op grond van een verwacht of gewenst principe (dit is dan een vorm van bevestigingsvooroordeel). 
Wensdenken zou ook veel voorkomen in religies. Zo zou geloof in het bestaan in een hemel en een hel de behoefte bevredigen aan het rechtzetten van zaken die tijdens het leven op Aarde niet eerlijk zouden zijn afgelopen. Een persoon die onethische dingen deed en stierf voordat hij zijn gepaste straf had gekregen, zou die straf dan alsnog in de hel krijgen; een persoon die ethische dingen deed maar tijdens zijn leven slecht werd behandeld en geen erkenning heeft gekregen, zou in de hemel alsnog worden beloond. Geloof in een eeuwig leven in de hemel kan ook voldoen aan de wens om het eigen bestaan of dat van geliefden voort te zetten na de dood. Sigmund Freud verklaarde alle religieuze opvoeringen als wensdenken. 
Ook de idee van de maakbaarheid van de samenleving wordt weleens als wensdenken neergezet.

## Voorbeelden
Magisch denken gaat samen met meestal onschadelijke geluksbrengers (rituelen of voorwerpen). 
- Onschadelijk: wanneer je niet met het rechterbeen bent opgestaan, krijg je een ongeluk.
- Niet bewezen of het schaadt: je wilt niet over kanker lezen of je krijgt het zelf (hypochondrie). Ongeveer hetzelfde als het bijgeloof dat je niet over iets naars kunt spreken zonder het te  bezweren (= "hout vasthouden").
- Religieus: wanneer ik een bepaald offer breng, geneest mijn ziekte.
- Religieus/terroristisch: wanneer ik mijzelf vermoord tussen ongelovigen en die in de dood meeneem, word ik in het hiernamaals hiervoor beloond.